# Thomas Klestil
Thomas Klestil (Vienna, 4 novembre 1932 – Vienna, 6 luglio 2004) è stato un politico austriaco.

## Biografia
Minore tra cinque fratelli, appartenente ad una famiglia operaia viennese, a nove anni resta orfano di suo padre, un operaio del servizio tranviario metropolitano.
Di formazione economica, si laurea nel 1956 e si specializza in Scienze Commerciali nella Scuola di Commercio Estero, oggi Università di Economia e Amministrazione d'Impresa di Vienna.
Tra il 1957 e il 1959 lavora come addetto nell'ufficio di Coordinazione Economica della Cancelleria Federale, occupato da Julius Raab, del Partito Popolare Austriaco (ÖVP), nel quale ha poi militato. Nell'ultimo anno si orienta al servizio della diplomazia e a quello politico senza funzioni di rappresentanza elettorale, spesso assumendo competenze in materia economica.
Nei trent'anni successivi Klestil riveste svariati incarichi: membro della delegazione austriaca nella sede dell'OCDE a Parigi dal 1959 al 1962; aggregato di economia nell'ambasciata austriaca degli USA dal 1962 al 1966; sottosegretario a politica economica e commercio estero del cancelliere popolare Josef Klaus tra il 1966 e il 1969; console austriaco a Los Angeles dal 1969 al 1974; direttore di Organismi Internazionali nel Ministero degli Affari Esteri dal 1974 al 1978 (quando al governo si trovava il Partito Social-Democratico, SPÖ, di Bruno Kreisky); rappresentante permanente austriaco all'ONU dal 1978 al 1982 e infine, dal 1982, ambasciatore austriaco negli USA.
Klestil viene eletto presidente della Repubblica Austriaca nel 1992, prendendo il posto di Kurt Waldheim, la cui presidenza aveva generato parecchie polemiche a causa dei guasti provocati da una scorretta politica di relazioni estere.
Durante i suoi interventi, inoltre, Klestil critica diverse volte il supporto dato dall'Austria ai nazisti durante la Seconda guerra mondiale, e pone un punto nella sua visita ad Israele, durante la quale ha espresso cordoglio per le vittime dell'Olocausto, esprimendo sdegno per il ruolo assunto dall'Austria in questa tragedia.
Thomas Klestil muore in carica all'età di settantuno anni, solo due giorni prima della fine del suo secondo mandato.
Nel suo ultimo intervento all'Assemblea parlamentare, nel gennaio 2003, Klestil ha fissato un obiettivo molto importante per il consolidamento dell'Europa: "Nel momento in cui l'Europa è sul punto di cancellare le divisioni e le linee di frattura del passato, mi sembra ancora più importante stimolare il dialogo sul nostro futuro europeo comune. Un dialogo globale, che non sia limitato alle istituzioni nazionali o internazionali, ma che penetri nella società civile", ha dichiarato Klestil.

## Vita privata
Nel 1957 sposò Edith-Maria Wielander (1932-2011), con cui ebbe tre figli e da cui si separò nel 1994, quando la sua relazione con la diplomatica Margot Löffler divenne di pubblico dominio. Divorziò nel 1998 per sposare l'amante. Nel settembre 1996 fu ricoverato a causa di una grave polmonite atipica.

## Onorificenze

### Onorificenze austriache
Personalmente è stato insignito del titolo di: